# Parc d'État de Garner
Pour les articles homonymes, voir Garner.
Le parc d'État de Garner (en anglais : Garner State Park) est une aire protégée américaine située dans le comté d'Uvalde, au Texas. Aménagé par le Civilian Conservation Corps, qui y a notamment laissé le Combination Building, ce parc d'État baigné par la rivière Frio a ouvert le 1er juin 1941.